# Races reconnues par le British Poultry Standard
Les races de volaille du British Poultry Standard, publié par le Poultry Club of Great Britain, comprennent les poules, les canards, les oies  et les dindons,.

## Poules
| Race                                            | Classification            | Image |
| ----------------------------------------------- | ------------------------- | ----- |
| Ancône                                          | plumage doux: légère      |       |
| Andalouse                                       | plumage doux rare: légère |       |
| Appenzelloise barbue                            | plumage doux rare: légère |       |
| Araucana                                        | plumage doux: légère      |       |
| Asyl                                            | plumage dur asiatique     |       |
| Augsberger                                      | plumage doux rare: légère |       |
| Australorp                                      | plumage doux: lourde      |       |
| Barnevelder                                     | plumage doux: lourde      |       |
| Bantams belges, races classées à part en France | vraie bantam              |       |
| Combattant belge                                | plumage dur rare          |       |
| Chanteur du Berg                                | rare à longue crête       |       |
| Booted Bantam (Sabelpoot)                       | vraie bantam rare         |       |
| Brabanter                                       | plumage doux rare: légère |       |
| Brahma                                          | plumage doux: lourde      |       |
| Braekel                                         | plumage doux rare: légère |       |
| Buckeye                                         | plumage doux rare: lourde |       |
| Campine                                         | plumage doux rare: légère |       |
| Carlisle Old English Game                       | plumage dur               |       |
| Cochin                                          | plumage doux: lourde      |       |
| Cream Legbar                                    | plumage doux rare: légère |       |
| Crèvecœur                                       | plumage doux rare: lourde |       |
| Croad Langshan                                  | plumage doux: lourde      |       |
| Danderawi                                       | plumage doux rare: légère |       |
| Denizli                                         | rare à crête longue       |       |
| Red Cap                                         | plumage doux: light       |       |
| Dominicaine                                     | plumage doux rare: lourde |       |
| Dorking                                         | plumage doux: lourde      |       |
| Naine hollandaise                               | vraie bantam              |       |
| Faverolles                                      | plumage doux: lourde      |       |
| Fayoumi                                         | plumage doux rare: légère |       |
| Frisonne                                        | plumage doux rare: légère |       |
| Frisée                                          | plumage doux: lourde      |       |
| Langshan allemande                              | plumage doux: lourde      |       |
| Hambourg                                        | plumage doux: légère      |       |
| Houdan                                          | plumage doux rare: lourde |       |
| Combattant indien                               | plumage dur               |       |
| Italiener                                       | plumage doux rare: légère |       |
| Ixworth                                         | plumage doux rare: lourde |       |
| Japanese Bantam (chabo)                         | vraie bantam              |       |
| Géante de Jersey                                | plumage doux rare: lourde |       |
| Chanteur de Yourlov (Jurlower)                  | rare à crête longue       |       |
| Ko Shamo                                        | plumage dur asiatique     |       |
| Koeyoshi                                        | rare à crête longue       |       |
| Kraienkopp                                      | plumage doux rare: légère |       |
| Kulang                                          | plumage dur asiatique     |       |
| Kurokashiwa                                     | rare à crête longue       |       |
| Poule de Bresse                                 | plumage doux rare: légère |       |
| La Flèche                                       | plumage doux rare: lourde |       |
| Lakenvelder                                     | plumage doux rare: légère |       |
| Legbar                                          | plumage doux rare: légère |       |
| Leghorn                                         | plumage doux: légère      |       |
| Combattant malais                               | plumage dur asiatique     |       |
| Malines                                         | plumage doux rare: lourde |       |
| Marans                                          | plumage doux: lourde      |       |
| Marsh Daisy                                     | plumage doux rare: légère |       |
| Minorque                                        | plumage doux: légère      |       |
| Combattant anglais moderne                      | plumage dur               |       |
| Langshan moderne                                | plumage doux rare: lourde |       |
| Nankin                                          | vraie bantam rare         |       |
| Shamo Nankin                                    | plumage dur asiatique     |       |
| Niederrheiner                                   | plumage doux rare: lourde |       |
| Netherlands Owlbeard                            | plumage doux rare: légère |       |
| Poule du New Hampshire                          | plumage doux: lourde      |       |
| Grise de Norfolk                                | plumage doux rare: lourde |       |
| Poule de Hollande du nord                       | plumage doux rare: lourde |       |
| Ohiki                                           | vraie bantam rare         |       |
| Combattant anglais ancien                       | plumage dur               |       |
| Old English Pheasant Fowl                       | plumage doux rare: légère |       |
| Orloff                                          | plumage doux rare: lourde |       |
| Orpington                                       | plumage doux: lourde      |       |
| Oxford Old English Game                         | plumage dur               |       |
| Pékin                                           | vraie bantam              |       |
| Penedesenca                                     | plumage doux rare: légère |       |
| Plymouth                                        | plumage doux: lourde      |       |
| Hollandaise huppée                              | plumage doux: légère      |       |
| Rhode Island                                    | plumage doux: lourde      |       |
| Rhodebar                                        | plumage doux rare: lourde |       |
| Rosecomb                                        | vraie bantam              |       |
| Rumpless Araucana                               | plumage doux: légère      |       |
| Rumpless Game                                   | plumage dur rare          |       |
| Satsumadori                                     | plumage dur asiatique     |       |
| Scots Dumpy                                     | plumage doux: légère      |       |
| Poule d'Écosse                                  | plumage doux: légère      |       |
| Sebright                                        | vraie bantam              |       |
| Serama                                          | vraie bantam              |       |
| Shamo                                           | plumage dur asiatique     |       |
| Sicilienne                                      | plumage doux rare: légère |       |
| Soie                                            | plumage doux: légère      |       |
| Espagnole à face blanche                        | plumage doux rare: légère |       |
| Sulmtaler                                       | plumage doux rare: lourde |       |
| Sultane                                         | plumage doux rare: légère |       |
| Sumatra                                         | plumage doux rare: légère |       |
| Sussex                                          | plumage doux: lourde      |       |
| Taïwan                                          | plumage dur asiatique     |       |
| Combattant thaï                                 | plumage dur asiatique     |       |
| Thuringe                                        | plumage doux rare: légère |       |
| Tomaru                                          | rare à longue crête       |       |
| Tôtenko                                         | rare à longue crête       |       |
| Cou-nu de Transylvanie                          | plumage doux rare: lourde |       |
| Tuzo                                            | plumage dur asiatique     |       |
| Vorwerk                                         | plumage doux rare: légère |       |
| Welbar                                          | plumage doux rare: légère |       |
| Welsumer                                        | plumage doux: légère      |       |
| Wyandotte                                       | plumage doux: lourde      |       |
| Wybar                                           | plumage doux: lourde      |       |
| Yakaido                                         | plumage dur asiatique     |       |
| Yamato-Gunkei                                   | plumage dur asiatique     |       |
| Yokohama                                        | plumage doux rare: légère |       |

## Canards
| Race                                  | Classification            | Image |
| ------------------------------------- | ------------------------- | ----- |
| Abacot Ranger                         | légère                    |       |
| Aylesbury                             | lourde                    |       |
| Bali                                  | légère                    |       |
| Canard émeraude                       | bantam et canards d'appel |       |
| Bleu de Suède                         | lourde                    |       |
| Orpington                             | légère                    |       |
| Canard d'appel                        | bantam et canards d'appel |       |
| Campbell                              | légère                    |       |
| Cayuga                                | lourde                    |       |
| Canard à crête                        | légère                    |       |
| Hook Bill duck                        | légère                    |       |
| Coureur indien                        | légère                    |       |
| Canard pie                            | légère                    |       |
| Canard musqué                         | lourde                    |       |
| Canard de Pékin allemand              | lourde                    |       |
| Rouen clair                           | lourde                    |       |
| Rouen                                 | lourde                    |       |
| Saxe                                  | lourde                    |       |
| Appleyard argenté                     | lourde                    |       |
| Appleyard argenté miniature           | bantam et canards d'appel |       |
| Silver Bantam (canard bantam argenté) | bantam et canards d'appel |       |
| Arlequin gallois                      | légère                    |       |

## Oies
| Race                                       | Classification | Image |
| ------------------------------------------ | -------------- | ----- |
| Oie africaine                              | lourde         |       |
| American Buff goose                        | lourde         |       |
| Brecon Buff goose                          | moyenne        |       |
| Buff Back goose                            | moyenne        |       |
| Oie de Chine                               | légère         |       |
| Oie tchèque                                | légère         |       |
| Oie d'Emden                                | lourde         |       |
| Grey Back goose (oie à dos gris)           | moyenne        |       |
| Pilgrim                                    | légère         |       |
| Oie de Poméranie                           | moyenne        |       |
| Oie romaine                                | légère         |       |
| Oie du Danube                              | légère         |       |
| Oie de Shetland                            | légère         |       |
| Oie de Scanie                              | lourde         |       |
| Steinbacher (oie combattante de Steinbach) | légère         |       |
| Oie de Toulouse                            | lourde         |       |
| Oie d'Angleterre occidentale               | lourde         |       |

## Dindons
| Race                             | Classification | Image |
| -------------------------------- | -------------- | ----- |
| Dindon bleu ou dindon lavande    | légère         |       |
| Bourbon rouge                    | lourde         |       |
| Dindon bronzé                    | lourde         |       |
| Dindon chamois                   | légère         |       |
| Dindon de Narragansett           | lourde         |       |
| Dindon du Nebraska               | lourde         |       |
| Noir de Norfolk                  | légère         |       |
| Dindon pie ou Dindon Cröllwitzer | légère         |       |
| Dindon ardoise                   | légère         |       |
| White Turkey (dindon blanc)      | légère         |       |